# Arthur Lubin
Arthur Lubin, pseudonimo di Arthur William Lubovsky (Los Angeles, 25 luglio 1898 – Glendale, 12 maggio 1995), è stato un regista, produttore cinematografico e attore statunitense.

## Filmografia

### Regista
- A Successful Failure (1934)
- Great God Gold (1935)
- Honeymoon Limited (1935)
- I due peccatori (Two Sinners) (1935)
- Frisco Waterfront (1935)
- La casa delle mille candele (The House of a Thousand Candles) (1936)
- Yellowstone (1936)
- Mysterious Crossing (1936)
- California Straight Ahead! (1937)
- I Cover the War (1937)
- Idol of the Crowds (1937)
- Adventure's End (1937)
- Midnight Intruder (1938)
- The Beloved Brat (1938)
- Prison Break (1938)
- Tragica attesa (Secrets of a Nurse) (1938)
- I ragazzi della strada (Newsboys' Home) (1938)
- Il grido interrotto (Risky Business) (1939)
- Big Town Czar (1939)
- Mickey the Kid (1939)
- Call a Messenger (1939)
- The Big Guy (1939)
- Black Friday (1940)
- Gangs of Chicago (1940)
- Meet the Wildcat (1940)
- I'm Nobody's Sweetheart Now (1940)
- Who Killed Aunt Maggie? (1940)
- The San Francisco Docks (1940)
- Where Did You Get That Girl? (1941)
- Gianni e Pinotto reclute (Buck Privates) (1941)
- Allegri naviganti (In the Navy) (1941)
- L'inafferrabile spettro (Hold That Ghost) (1941)
- Razzi volanti (Keep 'Em Flying) (1942)
- Gianni e Pinotto tra i cowboys (Ride 'Em Cowboy) (1942)
- Eagle Squadron (1942)
- Keeping Fit (1942)
- To the People of the United States (1943)
- Selvaggia bianca (White Savage) (1943)
- Il fantasma dell'Opera (Phantom of the Opera) (1943)
- Alì Babà e i quaranta ladroni (Ali Baba and the Forty Thieves) (1944)
- Deliziosamente pericolosa (Delightfully Dangerous) (1945)
- The Spider Woman Strikes Back (1946)
- Notte di paradiso (Night in Paradise) (1946)
- La città del jazz (New Orleans) (1947)
- Ho ritrovato la vita (Impact) (1949)
- Francis, il mulo parlante (Francis) (1950)
- Francis alle corse (Francis Goes to the Races) (1951)
- Sogni ad occhi aperti (Queen for a Day) (1951)
- Il gatto milionario (Rhubarb) (1951)
- Francis all'Accademia (Francis Goes to West Point) (1952)
- It Grows on Trees (1952)
- Gobs in a Mess (1953)
- Il sergente Bum! (South Sea Woman) (1953)
- Francis contro la camorra (Francis Covers the Big Town) (1953)
- Stella dell'India (Star of India) (1954)
- Francis Joins the WACS (1954)
- I perversi (Footsteps in the Fog) (1955)
- Francis in the Navy (1955)
- Lady Godiva (Lady Godiva of Coventry) (1955)
- Vita di una commessa viaggiatrice (The First Traveling Saleslady) (1956)
- Due gentiluomini attraverso il Giappone (Escapade in Japan) (1957)
- Il ladro di Bagdad, co-regia Bruno Vailati (1961)
- L'ammiraglio è uno strano pesce (The Incredible Mr. Limpet) (1964)
- Hold On! (1966)
- Rain for a Dusty Summer (1971)

### Regista film tv (parziale)
- Duel at Sundown, episodio Maverick (1959)
- The Addams Family Meets the Undercover Man, episodio La famiglia Addams (The Addams Family) (1965)

### Attore (parziale)
- The Woman on the Jury, regia di Harry O. Hoyt (1924)
- His People, regia di Edward Sloman (1925)
- Bardelys il magnifico (Bardelys the Magnificent), regia di King Vidor (1925)
- Millionaires, regia di Herman C. Raymaker (1926)
- L'amica di mio marito (Afraid to Love), regia di Edward H. Griffith (1927)
- Sinfonia nuziale (The Wedding March), regia di Erich von Stroheim (1928)
- Malandrino galante (The Bushranger), regia di Chester Withey (1928)
- Eyes of the Underworld, co-regia di Leigh Jason e Ray Taylor (1929)
- Times Square, regia di Joseph Boyle (1929)